# Liszka (wzgórze)
Liszka – wzgórze w Częstochowie o wysokości 296,8 m n.p.m. Najwyżej położony punkt znajduje się przy ulicy Radomskiej, w pobliżu skrzyżowania z ulicą Białostocką.
Na wzniesieniu znajdują się umocnienia, w których żołnierze polscy bronili się podczas bitwy stoczonej 2 września 1939 roku. W okolicy wzgórza położone jest osiedle Liszka Górna.